# Wansin
Wansin is een dorp in de Belgische provincie Luik en een deelgemeente van de stad Hannuit. Het was een zelfstandige gemeente tot het bij de fusie van 1965 samen met Petit-Hallet toegevoegd werd aan de gemeente Grand-Hallet die op zijn beurt in 1977 bij Hannuit werd gevoegd.
Wansin ligt in het westen van de gemeente Hannuit. De dorpskom ligt ten noorden van de weg naar Waver die door de deelgemeente loopt. Het is een landbouwdorp in Droog-Haspengouw met nog veel akkerbouw en veeteelt. Vanaf het begin van de 20e eeuw zijn er champignonkwekerijen in het dorp.

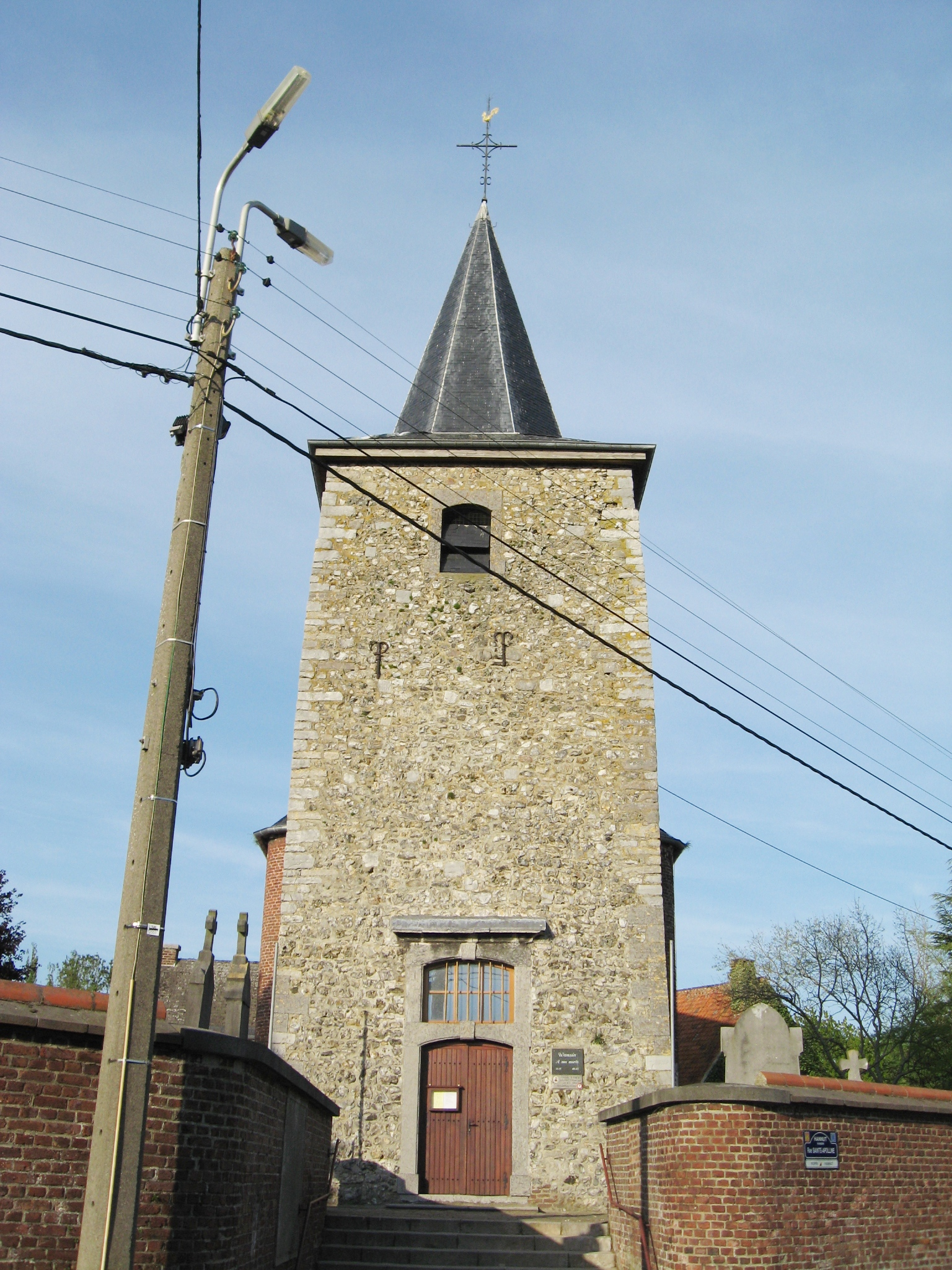
De romaanse toren van de Sint-Appoloniakerk

## Geschiedenis
Het dorp maakte deel uit van het Graafschap Namen en hing er rechtstreeks vanaf. In 1675 kwam de heerlijkheid in het bezit van Jacques-François Zuallant. Het dorp zou tot aan de Franse Revolutie door erfopvolging in handen van deze familie blijven.
In Wansin werd er vroeger "mergel" gewonnen in een ondergrondse groeve. De exploitatie gebeurde einde 19de en begin 20ste eeuw en is gestopt. 

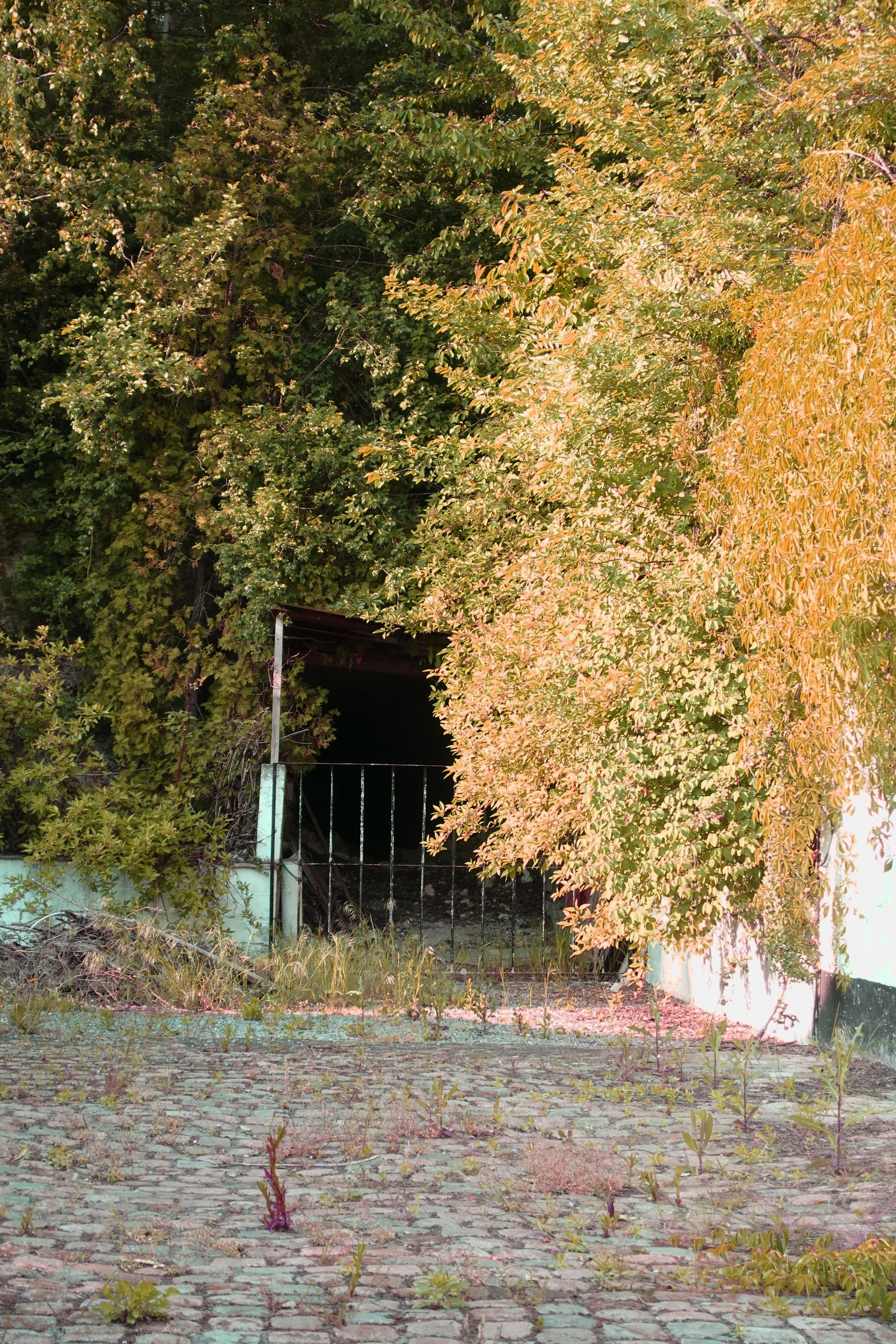
Toegang ondergrondse mergelgroeve

## Bezienswaardigheden
- De Sint-Apolloniakerk (Église Sainte-Apolline) is een kerk uit het midden van de 18e eeuw, die tegen de overgebleven romaanse toren van de vroegere kerk uit de 12e eeuw aan werd gebouwd. De toren is in silex uitgevoerd. Het schip en het koor zijn van 1755. In 1847 werd de kerk tot parochiekerk verheven.
- De Moulin d'Audince is een voormalige watermolen van het type bovenslagmolen op de Absoule. De molen dateert van voor 1830 en bleef in werking tot in de jaren zeventig. In 1981 werd het molenrad weggenomen. De molen is verbouwd tot woning.
- De Cense du Tschestia, een tot boerderij omgebouwd kasteel met een kern uit de 18de eeuw.

## Natuur en landschap
Wansin ligt aan de Absoule. De hoogte aan de kerk bedraagt 114 meter.

## Demografische ontwikkeling
- Bronnen:NIS, Opm:1831 tot en met 1970=volkstellingen

## Nabijgelegen kernen
Petit-Hallet, Thisnes, Orp-le-Petit, Merdorp
Deelgemeenten: Abolens · Avernas-le-Bauduin · Avin · Bertrée · Blehen · Cras-Avernas · Crehen · Grand-Hallet · Hannuit · Lens-Saint-Remy · Merdorp · Moxhe · Petit-Hallet · Poucet · Thisnes · Truielingen · Villers-le-Peuplier · Wansin

Belgische gemeenten · arrondissement Borgworm · provincie Luik · Wallonië